# Atea, Satu Mare
Atea (maghiară Atya) este un sat în comuna Dorolț din județul Satu Mare, Transilvania, România.

## Monumente
- Biserica reformată din Atea, inițial romano-catolică, sec. al XV-lea

 Acest articol despre o localitate din județul Satu Mare este deocamdată un ciot. Puteți ajuta Wikipedia prin completarea lui.